# لغت
این مقاله دربارهٔ علم لغت است، نه زبان‌شناسی.
لُغَت (به عربی: علم الْلُغَة) یا لِنسانیّات (گه‌گاه: «علوم عربی») به زبان‌شناسی عربی به‌طور ویژه در سده‌های میانهٔ اسلامی گفته می‌شود که از علوم ادبی بس‌دانش‌آموخته و گیرا بود. «گاه لغة بر جمیع اقسام علوم عربیه اطلاق شود؛ و علم متن لغت معرفت اوضاع مفردات است». این علم بر مفردشناسی اطلاق می‌شده‌است.